# نورمان كليف
نورمان كليف (بالإنجليزية: Norman Cliff)‏ هو عالم نفس أمريكي، ولد في 1 سبتمبر 1930 في رويال أوك في الولايات المتحدة.